# Adeulgwa ttal
Adeulgwa ttal (hangeul: 아들과 딸, lett. Figli e figlie; titolo internazionale Sons and Daughters) è una serie televisiva sudcoreano trasmesso su MBC dal 3 ottobre 1992 al 9 maggio 1993.

## Trama
La serie esamina la preferenza di una famiglia coreana verso i maschi piuttosto che verso le femmine, attraverso la storia di Kwi-nam e Hoo-nam, gemelli di sesso opposto, trattati in modo impari dalla madre. Mentre la famiglia rifiuta di provvedere all'educazione superiore di Hoo-nam in quanto femmina, Kwi-nam viene caricato di grosse responsabilità.

## Personaggi
- Lee Kwi-nam, interpretato da Choi Soo-jong
- Lee Hoo-nam, interpretata da Kim Hee-ae
- Mi-hyun, interpretata da Chae Shi-ra
- Sung-ja, interpretata da Oh Yeon-soo
- Lee Jong-mal, interpretata da Kwak Jin-young
- Suk-ho, interpretato da Han Suk-kyu
- Lee Man-bok, interpretato da Baek Il-seob
- Madre di Hoo-na e Kwi-nam, interpretata da Jung Hye-sun
- Madre di Mi-hyun, interpretata da Go Doo-shim
- Madre di Sung-ja, interpretata da Park Hye-sook
- Soon-mi, interpretata da Sunwoo Eun-sook
- Seo Joon-pyo, interpretato da Jun In-taek
- Kyu-tae, interpretato da Park Se-joon
- DJ Joon, interpretato da Yoon Chul-hyung
- Lee Jong-sook, interpretato da Kwon Jae-hee

## Riconoscimenti
| Anno | Premio               | Categoria                     | Ricevente     | Risultato       |
| ---- | -------------------- | ----------------------------- | ------------- | --------------- |
| 1993 | MBC Drama Awards     | Top Excellence Award, Actor   | Choi Soo-jong | Vincitore/trice |
| 1993 | MBC Drama Awards     | Top Excellence Award, Actress | Kim Hee-ae    | Candidato/a     |
| 1993 | MBC Drama Awards     | Grand Prize (Daesang)         | Kim Hee-ae    | Vincitore/trice |
| 1993 | MBC Drama Awards     | Best New Actor                | Han Suk-kyu   | Vincitore/trice |
| 1993 | Baeksang Arts Awards | Best Actress (TV)             | Kim Hee-ae    | Vincitore/trice |
| 1993 | Baeksang Arts Awards | Grand Prize (Daesang) for TV  | Kim Hee-ae    | Vincitore/trice |
| 1994 | Baeksang Arts Awards | Best Actress (TV)             | Jung Hye-sun  | Vincitore/trice |